# Synagoge (Kórnik)

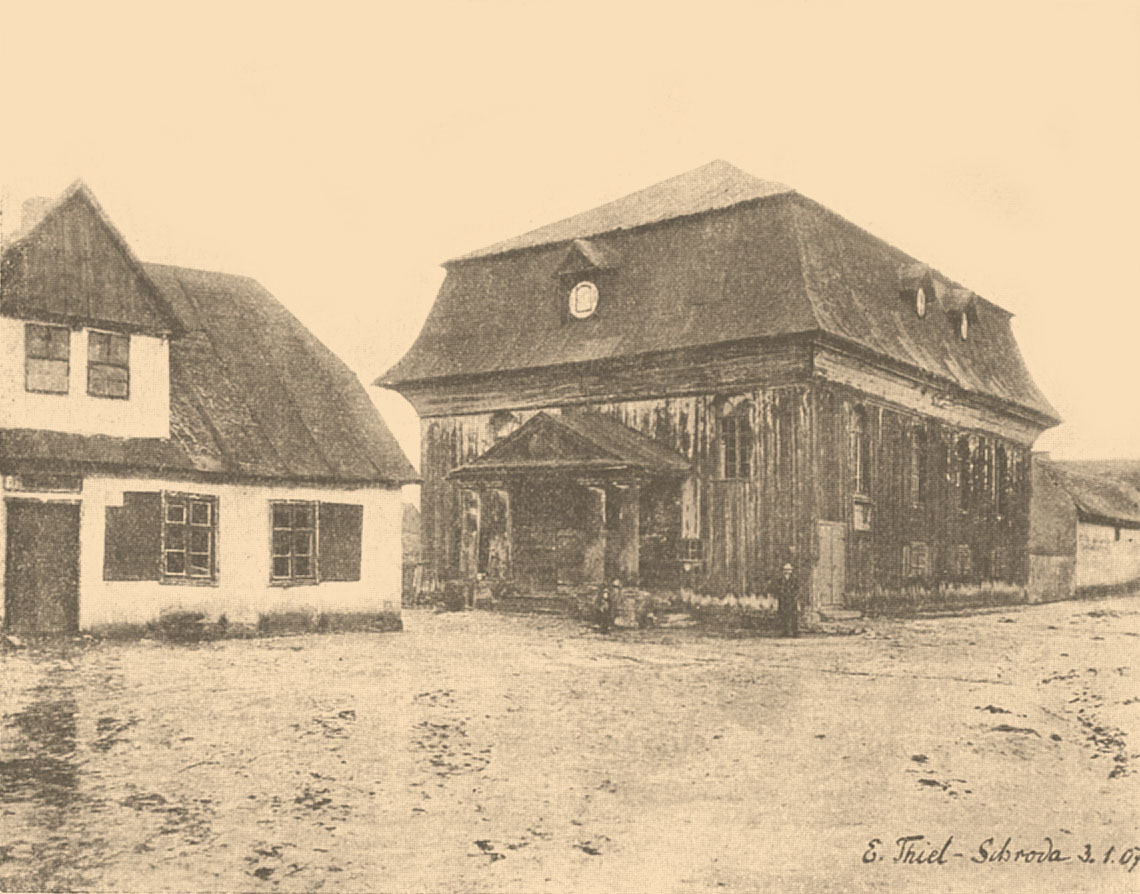
Synagoge vor 1906

Die hölzerne Synagoge in Kórnik, einer Stadt in der polnischen Woiwodschaft Großpolen wurde vermutlich in der zweiten Hälfte des 18. Jahrhunderts erbaut und im Zweiten Weltkrieg abgerissen.

## Geschichte
Eine kleine hölzerne Synagoge wurde 1736 errichtet. Als Fertigstellungsjahr der größeren Synagoge wird allgemein 1767 angegeben. Nach dem deutschen Überfall auf Polen im September 1939 wurde die Synagoge nicht wie fast alle anderen polnischen Synagogen in Brand gesteckt, sondern, wie auf Bildern zu sehen ist, planmäßig und geordnet abgerissen.

## Architektur

### Äußeres
Die Maße waren 18,20 m von West nach Ost und 13,13 m von Süd nach Nord; die Wandhöhe war 5,20 m und Innen bis zur Kuppel 10,00 m.
Zutritt zum Vestibül war durch einen von Säulenpaaren eingerahmtem Vorbau (Portikus) mit einem Giebeldach, das bis zum Beginn des Daches des Hauptgebäudes reichte. Das zweistufige Dach bestand aus einem Mansardendach und darüber einem Walmdach.
An den Seitenwänden im Süden und Norden befanden sich vier, hoch angebrachte Rundbogenfenster und im Westen und Osten je zwei. Im Süden und Westen waren darunter noch kleine rechteckige Fenster angebracht. Im Mansardenteil des Daches waren zusätzlich noch kleine runde Fenster mit einem Giebel eingebaut.

### Inneres
Von dem Vorbau führten drei Stufen zum Vestibül hinauf und von dort dann wieder zwei Stufen zum Hauptraum, dem Gebetsraum der Männer hinab.
Über dem Vestibül und entlang der Südwand befand sich die Galerie für die Frauen; diese wurde von Säulen gestützt und ragte in die Halle hinein. Zugang zu der Galerie war über eine Treppe in der südwestlichen Ecke, die dort durch eine Tür von außen zu erreichen war. Im Südosten war für einen Notausgang außen eine weitere Treppe angebracht.
Der gesamte Innenraum hatte eine achteckige Kuppel, unter der (leicht nach Norden versetzt) die Bima stand. Diese war von einer ebenfalls achteckigen, hölzernen Balustrade eingerahmt.
Der Toraschrein stand nicht in der Mitte der Ostwand. Wegen der in die Halle hineinragenden Frauenempore war er nach Norden mittig zwischen Nordwand und Emporenabschluss versetzt. Er war mehrfarbig, bestand aus mehreren Ebenen und war unter anderem mit Motiven von Doppeladlern, Greifvögeln und Löwen verziert. In der Mitte befanden sich die Gesetzestafeln.
Das Ewige Licht (Ner Tamid) war nicht wie üblich in der Nähe des Toraschreins angebracht, sondern stand in der Nordwestecke in der Nische eines an einen Ofen in Wohnzimmern erinnernden Anbaus.
Abgesehen von der Ostwand und der Kuppel waren die Wände geweißt. Unter und zwischen den Fenstern waren Tafeln mit Texten angebracht.

## Fazit
Von den bekannten polnischen Holzsynagogen war dies die am weitesten westlich gelegene. Sie unterscheidet sich im Baustil von den anderen dortigen Synagogen und erinnert im Stil an protestantische Kirchen. Es ist daher möglich, dass der Architekt seine Kenntnisse im damaligen Deutschland erwarb.